# Richard Crooks (Sänger)
Richard Alexander Crooks (* 26. Juni 1900 in Trenton/New Jersey; † 29. Juni 1972 in Portola Valley/Kalifornien) war ein US-amerikanischer Sänger (Tenor).

## Leben
Crooks’ Begabung als Sänger wurde früh erkannt. Er sang im Kirchenchor seiner Heimatstadt und trat dreizehnjährig an der Seite von Ernestine Schumann-Heink in einer Aufführung von Felix Mendelssohn Bartholdys Elias in Manhattan vor 10.000 Zuhörern auf. Er studierte dann Gesang bei Sidney H. Bourne und Frank LaForge in New York. 1917 trat er unter falscher Angabe seines Alters in die US Air Force Flying Corps ein und wurde als Flieger in Frankreich eingesetzt.
Nach seiner Rückkehr in die USA wurde er Solosänger an der 5th Avenue Presbyterian Church und debütierte 1919 in der Carnegie Hall. Er trat als Oratorien- und Liedsänger auf und nahm an der amerikanischen Erstaufführung von Gustav Mahlers Lied von der Erde teil. 1927 reiste er nach Deutschland und debütierte in Hamburg als Caravadossi in Giacomo Puccinis Tosca. Nach Auftritten an der Preußischen Staatsoper in Berlin, in Belgien und Schweden hatte er sein Debüt als Opernsänger in den USA ebenfalls als Caravadossi in Chicago. Seinen ersten Auftritt an der Metropolitan Opera, der er zehn Jahre verbunden blieb, hatte er 1933 als Des Grieux in Jules Massenets Manon. Im gleichen Jahr trat er beim Konzert zur Amtseinführung von Franklin D. Roosevelt auf.
Ab 1923 hatte Crooks einen Vertrag beim Label Victor (später RCA Victor). Hier entstanden zahlreiche Aufnahmen von Opernarien, Liedern, sakralen Werken und Popularmusik, für die er mit einem Stern auf dem Hollywood Walk of Fame geehrt wurde. Im Radio moderierte er lange Zeit die Show The Voice of Firestone. Nachdem er Probleme mit seiner Stimme bekommen hatte, beendete Crooks 1945 seinen Vertrag mit Victor und 1950 seine professionelle Laufbahn als Sänger. Er starb 1972 an den Folgen einer Krebserkrankung.